# Черниговское (Харьковская область)
Черниговское (укр. Чернігівське) — посёлок,
Черниговский сельский совет,
Лозовский район,
Харьковская область, Украина.
Код КОАТУУ — 6323987501. Население по переписи 2001 года составляет 933 (422/511 м/ж) человека.
Является административным центром Черниговского сельского совета, в который, кроме того, входит село
Вольное.

## Географическое положение
Посёлок Черниговское находится на водоразделе рек Лозовая и Орелька.
Через посёлок проходит автомобильная дорога Т-2107.
Рядом проходит железная дорога, станция Прядкин.

## История
- 1929 — дата основания.

## Экономика
- Молочно-товарная ферма.
- Кооператив «Черниговский».
- ОАО «Черниговское САТП-2502».
- «Черниговское», частное сельскохозяйственное предприятие.